# Bolbitis contaminans
Bolbitis contaminans là một loài thực vật có mạch trong họ Lomariopsidaceae. Loài này được (Wall.) Ching mô tả khoa học đầu tiên năm 1934.